# Nemapogon gliriella
Nemapogon gliriella är en fjärilsart som beskrevs av Lucas Friedrich Julius Dominikus von Heyden 1865. Nemapogon gliriella ingår i släktet Nemapogon och familjen äkta malar. Inga underarter finns listade i Catalogue of Life.